# Nationalquai

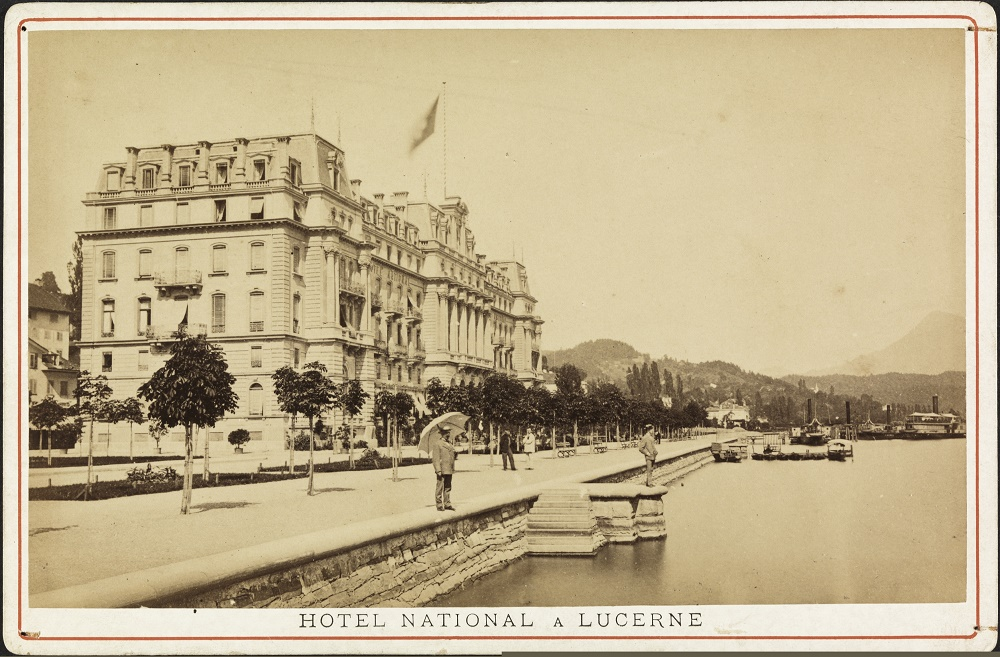
Postkarte mit dem Nationalquai und dem Grand Hotel National

Der Nationalquai in Luzern ist der Quaiabschnitt zwischen den Hotels Grand Hotel National (daher sein Name) und Palace Luzern auf dem rechten Ufer des Vierwaldstättersees. Westlich davon liegt der Kurplatz, welcher in den Schweizerhofquai übergeht. Am östlichen Ende wird der Nationalquai durch den Carl-Spitteler-Quai verlängert. Er ist, zusammen mit dem Schweizerhofquai, im Inventar historischer Verkehrswege der Schweiz als national bedeutend eingetragen.
Ursprünglich war er nur ein kurzer Abschnitt vor dem Hotel National. Mit dem Bau des heutigen Kasinos (damals Kursaal) wurde er in den 1880er Jahren bis auf die Höhe der heutigen Seebadi (früher Badeanstalt Haldenstrasse bzw. Volksbad) verlängert. Mit dem Bau des Hotels Palace Luzern von 1904 bis 1906 erhielt er seine heutige Länge. Der Quai ist mit zwei Reihen Kastanienbäumen bepflanzt und autofrei. In der Mitte des Quais (zwischen Kasino und Palace) durchquert er den Matthias-Luchsinger-Platz – benannt nach dem ehemaligen Stadtpräsidenten Matthias Luchsinger.